# Eschylide
Eschylide (en grec ancien Αἰσχυλίδης / Aiskhulidês) est un agronome de la Grèce antique.

## Biographique
Cet auteur, vraisemblablement postérieur à Aristote, actif entre la fin du IVe siècle av. J.-C. et la fin du IIe siècle, est peut-être originaire de Céos.
Cité par Athénée et Élien, il est l’auteur d’un ouvrage intitulé Géorgiques, composé d’au moins trois livres. Deux fragments nous sont parvenus : l’un transmis par Athénée traitant des poires de Céos, l’autre transmis par Élien, traitant des moutons de Céos.